# Montallegro
Montallegro (Muntallègru o Angiò in siciliano) è un comune italiano di 2 348 abitanti del libero consorzio comunale di Agrigento in Sicilia.

## Geografia fisica

### Clima
Nel comune è presente la stazione meteorologica di Lago Gorgo.
| MONTALLEGRO        | Mesi | Mesi | Mesi | Mesi | Mesi | Mesi | Mesi | Mesi | Mesi | Mesi | Mesi | Mesi | Stagioni | Stagioni | Stagioni | Stagioni | Anno |
| MONTALLEGRO        | Gen  | Feb  | Mar  | Apr  | Mag  | Giu  | Lug  | Ago  | Set  | Ott  | Nov  | Dic  | Inv      | Pri      | Est      | Aut      | Anno |
| ------------------ | ---- | ---- | ---- | ---- | ---- | ---- | ---- | ---- | ---- | ---- | ---- | ---- | -------- | -------- | -------- | -------- | ---- |
| T. max. media (°C) | 10,1 | 11,3 | 13,6 | 16,4 | 22,4 | 27,8 | 31,4 | 31,8 | 26,9 | 20,9 | 15,7 | 11,4 | 10,9     | 17,5     | 30,3     | 21,2     | 20,0 |
| T. min. media (°C) | 3,5  | 3,6  | 5,2  | 6,8  | 10,8 | 14,7 | 17,3 | 17,6 | 15,0 | 11,5 | 8,2  | 5,3  | 4,1      | 7,6      | 16,5     | 11,6     | 10,0 |

## Storia
Anticamente il borgo sorgeva su un monte, il monte Suso, sul quale si ergono tutt'oggi i resti del borgo, in strategica posizione difensiva dalle incursioni provenienti dal mare, in tal difesa furono costruite delle torri di segnalazione, così che qualora venissero avvistate le navi si accendevano dei fuochi ed il fumo segnalava l'avvistamento, in tal modo i contadini rientravano in paese e iniziavano la difesa. Il vecchio sito fu abbandonato nel XVII secolo ed oggi non è più raggiungibile mediante la strada che portava in vetta sul lato est ma dal lato ovest con accesso meno ripido. Nel 1610 Montallegro era feudo di Nicolò Montaperto, il quale, per debiti contratti nel 1619, dovette vendere la baronia al principe di Castiglione. Quindi divenuto il feudo possesso della famiglia Gioeni dei principi della Petrulla, il borgo fu fondato prima del 1630 da un discendente di questa famiglia, il quale per privilegio accordato da Filippo III, ottenne di fregiarsi del titolo di duca d'Angiò.

### Simboli
Lo stemma del comune di Montallegro è stato concesso con regio decreto del 19 luglio 1929.
Il gonfalone è un drappo partito di rosso e di bianco.

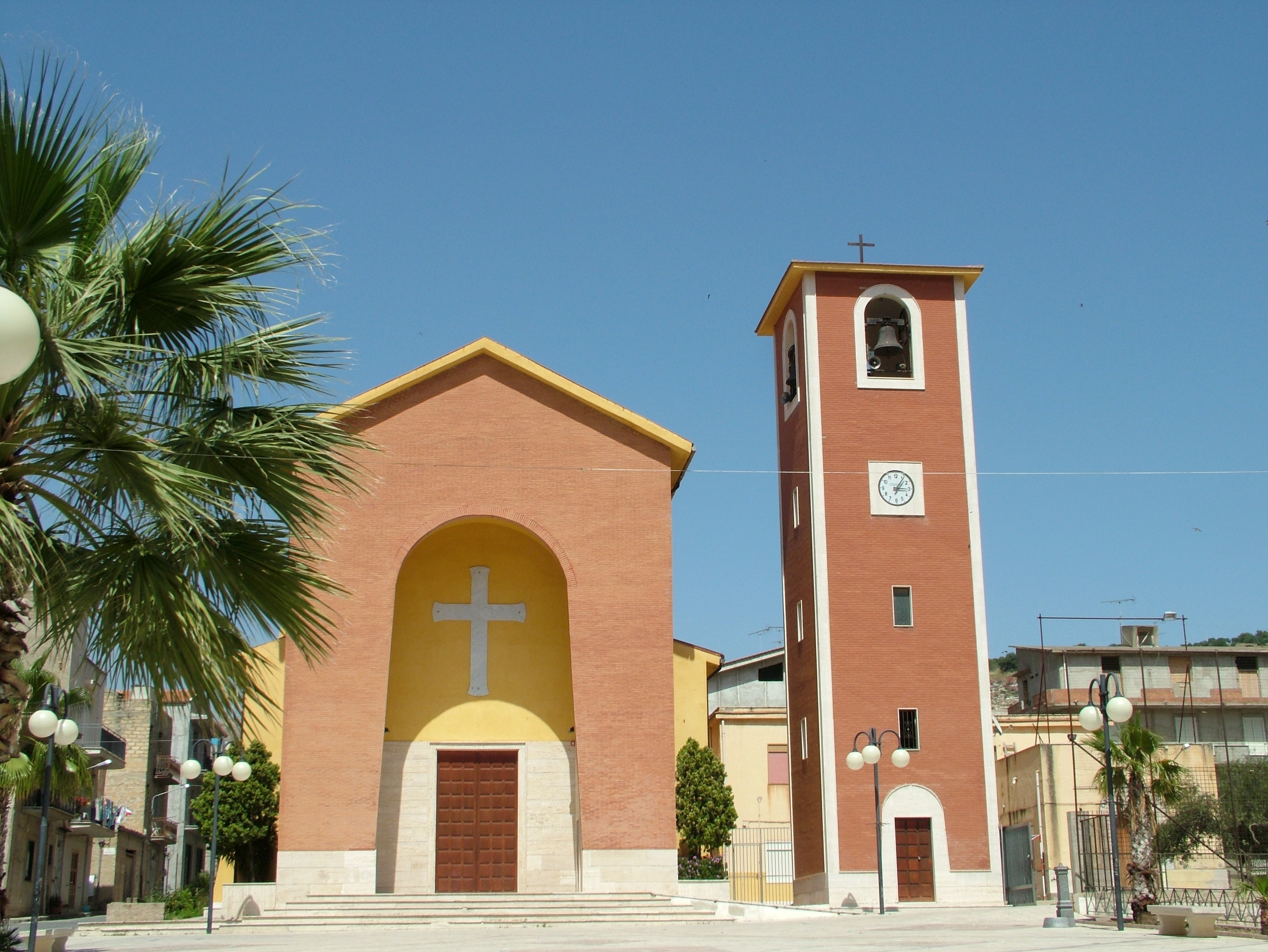
Chiesa di Montallegro

## Monumenti e luoghi d'interesse

### Architetture religiose
- Chiesa madre di San Leonardo
- Chiesa di Santa Maria dell'Immacolata

## Società

### Evoluzione demografica
Abitanti censiti

### Tradizioni e folclore
Il santo patrono è San Leonardo e si festeggia il 6 novembre.

## Economia
L'agricoltura è il settore principale dell'economia: si producono olio di oliva, agrumi e mandorle. Il territorio montallegrese è compreso nella zona di produzione dell'arancia di Ribera D.O.P. e del Pistacchio di Raffadali D.O.P..
L'artigianato è presente con botteghe d'infissi ed arredamenti.

## Infrastrutture e trasporti
La strada statale 115 Sud Occidentale Sicula lambisce Montallegro, che è collegato con i paesi vicini da regolare e frequente servizio di autobus. Fino al 1978 era attiva una stazione della ferrovia Castelvetrano-Porto Empedocle, oggi chiusa all'esercizio.

## Amministrazione
Di seguito è presentata una tabella relativa alle amministrazioni che si sono succedute in questo comune.
| Periodo          | Periodo          | Primo cittadino          | Partito                   | Carica  | Note                |
| ---------------- | ---------------- | ------------------------ | ------------------------- | ------- | ------------------- |
| 21 gennaio 1989  | 22 gennaio 1990  | Carmelo Beni Gangarossa  | Democrazia Cristiana      | Sindaco | [ 8 ]               |
| 22 gennaio 1990  | 7 giugno 1993    | Roberto Giuseppe Caruana | Democrazia Cristiana      | Sindaco | [ 8 ]               |
| 7 giugno 1993    | 1º dicembre 1997 | Lorenzo Marrella         | Democrazia Cristiana      | Sindaco | [ 8 ]               |
| 1º dicembre 1997 | 28 maggio 2002   | Andrea Iatì              | indipendente              | Sindaco | [ 8 ]               |
| 28 maggio 2002   | 15 maggio 2007   | Roberto Giuseppe Caruana | centro-destra             | Sindaco | [ 8 ]               |
| 15 maggio 2007   | 8 maggio 2012    | Giuseppe Manzone         | lista civica              | Sindaco | [ 8 ]               |
| 8 maggio 2012    | 12 giugno 2017   | Pietro Baglio            | lista civica              | Sindaco | [ 8 ]               |
| 12 giugno 2017   | 1º febbraio 2021 | Caterina Scalia          | lista civica              | Sindaco | Mozione di sfiducia |
| 1º febbraio 2021 | 12 ottobre 2021  | Raffaele Zarbo           | commissario straordinario | Sindaco | [ 8 ]               |
| 12 ottobre 2021  | in carica        | Giovanni Cirillo         | lista civica              | Sindaco | [ 8 ]               |

### Altre informazioni amministrative
Il comune di Montallegro fa parte delle seguenti organizzazioni sovracomunali: regione agraria n.5 (Colline litoranee di Agrigento).